# Sincronització del rellotge
La sincronització de rellotges és un tema en informàtica i enginyeria que té com a objectiu coordinar rellotges que d'altra banda serien independents. Fins i tot quan s'ajusten inicialment amb precisió, els rellotges reals diferiran després d'un cert temps a causa de la deriva del rellotge, causada per rellotges que compten el temps a ritmes lleugerament diferents. Hi ha diversos problemes que es produeixen com a resultat de les diferències de freqüència de rellotge i diverses solucions, algunes de les quals són més acceptables que d'altres en determinats contextos.

## Terminologia
En la comunicació sèrie, la sincronització de rellotge es pot referir a la recuperació del rellotge, que aconsegueix la sincronització de freqüència, a diferència de la sincronització de fase completa. Aquesta sincronització de rellotge s'utilitza en la sincronització en telecomunicacions i la detecció automàtica de la velocitat de transmissió.
El funcionament plesiòcron o isòcron es refereix a un sistema amb sincronització de freqüència i restriccions laxes en la sincronització de fase. El funcionament síncron implica una sincronització més ajustada basada en el temps, potser a més de la freqüència.

## Problemes
Com a resultat de les dificultats per gestionar el temps a escales més petites, hi ha problemes associats amb el biaix del rellotge que adquireixen més complexitat en la computació distribuïda en què diversos ordinadors hauran de realitzar el mateix temps global. Per exemple, en sistemes Unix, l'ordre make s'utilitza per compilar codi nou o modificat i intenta evitar la recompilació de codi sense canvis. L'ordre make utilitza el rellotge de la màquina on s'executa per determinar quins fitxers font cal recompilar. Si les fonts resideixen en un servidor de fitxers separat i les dues màquines tenen rellotges no sincronitzats, és possible que el programa make no produeixi els resultats correctes.
La sincronització és necessària per a una reproducció precisa dels continguts multimèdia en temps real. La sincronització del rellotge és un component important dels sistemes d'àudio a través d'Ethernet.

## Solucions
En un sistema amb un servidor central, la solució de sincronització és trivial; el servidor dictarà l'hora del sistema. L'algoritme de Cristian i l'algoritme de Berkeley són possibles solucions al problema de la sincronització del rellotge en aquest entorn.
En la computació distribuïda, el problema adquireix més complexitat perquè no es pot conèixer fàcilment una hora global. La solució de sincronització de rellotge més utilitzada a Internet és el Network Time Protocol (NTP), que és una arquitectura client-servidor per capes basada en el pas de missatges del protocol de datagrames d'usuari (UDP). Les marques de temps de Lamport i els rellotges vectorials són conceptes del rellotge lògic en la computació distribuïda.
En una xarxa sense fil, el problema esdevé encara més difícil a causa de la possibilitat de col·lisió dels paquets de sincronització en el medi sense fil i la major taxa de deriva dels rellotges en dispositius sense fil de baix cost.

### Algoritme de Berkeley
L'algoritme de Berkeley és adequat per a sistemes on no hi ha un rellotge de ràdio. Aquest sistema no té cap manera d'assegurar-se de l'hora real, tret de mantenir un temps mitjà global com a hora global. Un servidor de temps obtindrà periòdicament l'hora de tots els clients horaris, farà la mitjana dels resultats i després informarà als clients de l'ajust que cal fer als seus rellotges locals per aconseguir la mitjana. Aquest algorisme destaca el fet que els rellotges interns poden variar no només en el temps que contenen sinó també en la freqüència del rellotge.

### Sincronització de xarxa mútua de mostreig de rellotge
La sincronització de xarxa mútua per mostreig de rellotge (CS-MNS) és adequada per a aplicacions distribuïdes i mòbils. S'ha demostrat que és escalable sobre xarxes de malla que inclouen nodes no adjacents connectats indirectament i és compatible amb IEEE 802.11 i estàndards similars. Pot tenir una precisió de l'ordre d'uns quants microsegons, però requereix connectivitat física sense fil directa amb un retard d'enllaç insignificant (menys d'1 microsegon) en enllaços entre nodes adjacents, cosa que limita la distància entre nodes veïns a uns quants centenars de metres.

### L'algoritme de Cristian
L'algoritme de Cristian es basa en l'existència d'un servidor de temps.  El servidor horari manté el seu rellotge mitjançant un rellotge de ràdio o una altra font de temps precisa, i aleshores tots els altres ordinadors del sistema es mantenen sincronitzats amb ell. Un client de temps mantindrà el seu rellotge fent una crida de procediment al servidor de temps. Les variacions d'aquest algoritme permeten càlculs de temps més precisos tenint en compte el temps de propagació de la ràdio de la xarxa.

### Sistemes de navegació per satèl·lit
A més del seu ús en la navegació, el Sistema de Posicionament Global (GPS) també es pot utilitzar per a la sincronització del rellotge. La precisió dels senyals horaris del GPS és de ±10 nanosegons. L'ús del GPS (o altres sistemes de navegació per satèl·lit) per a la sincronització requereix un receptor connectat a una antena amb una vista sense obstacles del cel.

### Codis de temps del grup d'instrumentació interrang
Els codis de temps IRIG són formats estàndard per transferir informació de temps. Els estàndards de freqüència atòmica i els receptors GPS dissenyats per a la sincronització de precisió sovint estan equipats amb una sortida IRIG. Els estàndards van ser creats pel Grup de Treball de Telecomunicacions del Grup d'Instrumentació Intercamp de Tir (IRIG) de l'exèrcit dels Estats Units, l'òrgan d'estàndards del Consell de Comandants de Tir. El treball en aquestes normes va començar a l'octubre de 1956 i les normes originals van ser acceptades el 1960.

### Protocol de temps de xarxa
El Protocol de Temps de Xarxa (NTP) és un protocol molt robust, àmpliament desplegat a tot Internet. Ben provat al llarg dels anys, generalment es considera l'estat de la tècnica en protocols de sincronització de temps distribuïda per a xarxes poc fiables. Pot reduir els offsets de sincronització a temps de l'ordre d'uns pocs mil·lisegons a través de la Internet pública i a nivells inferiors a mil·lisegons a través de xarxes d'àrea local.

### Protocol de temps de precisió
El Precision Time Protocol (PTP) és un protocol mestre/esclau per al lliurament de temps d'alta precisió a través de xarxes d'àrea local.